# ヴィリキツキー海峡

ヴィリキツキー海峡の位置を示した図

ヴィリキツキー海峡（ヴィリキツキーかいきょう、ロシア語: пролив Вилькицкого、英: Vilkitsky Strait）またはビリキツキー海峡は、ロシア北部のタイミル半島と、セヴェルナヤ・ゼムリャ諸島のボリシェヴィク島を隔てる海峡である。

## 概要
西にカラ海、東にラプテフ海が広がり、幅約55km、長さ約104km、水深32m - 210mとなっている。ロシアの探検家ボリス・ヴィリキツキーが1913年に北極海航路探険の途上で発見し、海峡の名は彼に因んで1918年に命名された。
海峡の西側には4個の小島から成るゲーベルク諸島（en:Geiberg Islands）があり、その南には同じく4個の小島から成るフィルンレイ諸島（en:Firnley Islands）がある。
海峡は一年中流氷に覆われている。タイミル半島側は主にツンドラや石で覆われ、海岸は切り立っている。